# System Informacyjny Schengen
System Informacyjny Schengen, SIS (ang. Schengen Information System) – komputerowa baza danych, która pozwala na sprawdzenie, czy osoby lub przedmioty przekraczające granicę strefy Schengen, bądź już znajdujące się na jej terenie, nie są poszukiwane, niejawnie nadzorowane lub czy nie dotyczy ich zakaz wstępu.
Dostęp do niej mają policja i urzędy konsularne oraz straż graniczna i służba celna z państw członkowskich układu z Schengen.
W Polsce listę instytucji uprawnionych do dostępu do SIS definiuje Ustawa o udziale Rzeczypospolitej Polskiej w Systemie Informacyjnym Schengen oraz Wizowym Systemie Informacyjnym. Uprawnione organy państwowe mają dostęp do SIS tylko poprzez Biuro SIRENE oraz system SISone4ALL.

## Budowa systemu
SIS składa się z narodowych sekcji w każdym z krajów członkowskich oraz z układu centralnego.
Centralny serwer SIS znajduje się w Strasburgu. narodowe bazy danych (N-SIS) są jednakowe w każdym kraju, dzięki stałej aktualizacji informacji za pośrednictwem jednostki koordynującej, tj. Centralnego Rejestru (C-SIS).

## Dane w systemie
System gromadzi dane na temat obserwowanych, podejrzanych lub ściganych osób oraz przedmiotów (skradzionych pojazdów, broni, dokumentów). 